# スチビン
スチビン (stibine) は、化学式 SbH3、分子量 124.78 の、アンチモンの水素化物である。水素化アンチモン (antimony hydride) とも呼ばれる。IUPAC系統名では、スチバン (stibane) と表される。

## 性質
沸点 −18 ℃、融点 −88 ℃ で、比重 2.26 g/mL (−25 ℃)。CAS登録番号は [7803-52-3]。ニンニク様の臭気のある、無色の気体。水には溶けにくく、エタノールに可溶。
室温では徐々に、200 ℃ では急速に分解し、金属性アンチモン、水素を生じる。この分解反応は自己触媒的に起こり、爆発的な反応になりえる。
{\displaystyle {\ce {2SbH3 -> 3H2\ + 2Sb}}}
スチビンは酸素もしくは空気とすらも反応し、速やかに酸化される。
{\displaystyle {\ce {2SbH3\ + 3O2 -> Sb2O3\ + 3H2O}}}
塩素、濃硝酸、オゾンと激しく反応する。
スチビンの化学的性質はアルシンに似ている。スチビンは典型的な分子量の大きい水素化物（例えばヒ化水素（アルシン）やテルル化水素、水素化スズ（スタナン））であり、それらの元素に対して不安定である。
スチビンは塩基性を示さないが、脱プロトン化されることができる。
{\displaystyle {\ce {SbH3\ + NaNH2 -> NaSbH2\ + NH3}}}

## 合成
スチビンは通常、Sb3+と化学当量のH−との反応によって合成される。
{\displaystyle {\ce {2Sb2O3\ + 3LiAlH4 -> 4SbH3\ + 1{\frac {1}{2}}Li2O\ + 1{\frac {1}{2}}Al2O3}}}
{\displaystyle {\ce {4SbCl3\ + 3NaBH4 -> 4SbH3\ + 3NaCl\ + 3BCl3}}}
また、Sb3−はプロトン性の試薬であれば水でさえも反応し、この不安定なガスを生成する。
{\displaystyle {\ce {Na3Sb\ + 3H2O -> SbH3\ + 3NaOH}}}

## 危険性
人体に対しては少量でも溶血作用を示し、肝臓・腎臓毒でありなおかつ神経毒、呼吸器毒である。また、激しく反応して火災・爆発を引き起こすため、取り扱いには注意が必要。
陰極材料にアンチモンが添加された鉛蓄電池は、充電時に微量のスチビンを発生するため、蓄電池室のように大量の鉛蓄電池を扱う場合には換気に注意する必要がある。

## 用途
半導体材料の製造に用いられる。

## 有機スチビン
有機化学において、水素化アンチモンを親化合物として一般式が RR1R2Sb（置換基は H または有機基）と表される誘導体をスチビンと呼ぶ。